# خیل گارسیا
خیل گارسیا دهستانی در استان آبیلای اسپانیا است.
در این دهستان ۶۱ نفر زندگی می‌کنند. مساحت این دهستان ۱۵٫۵۵ کیلومتر مربع است.